# Isaac Vorsah
Isaac Vorsah (Accra, 1988. június 21. –) ghánai válogatott labdarúgó Unokatestvére, Sampson Cudjoe is labdarúgó volt.

## Sikerei, díjai
- Red Bull Salzburg:
  - Osztrák Bundesliga: 2013–14, 2014–15
  - Osztrák kupa: 2014, 2015